# Sutton (Nyugat-Virginia)
Sutton település az Amerikai Egyesült Államok Nyugat-Virginia államában, Braxton megyében, melynek megyeszékhelye is. Lakosainak száma 863 fő (2020. április 1.).

## Népesség
A település népességének változása:

| 2010 | 994 |
| 2020 | 863 |